# Lahidż
Lahidż lub Lahedż (arabski: لحج / Laḥij, ang. Laḥej) – miasto w muhafazie Lahidż w Jemenie, między Ta’izz i Adenem.
Od XVIII w. do 1967 r. stolica Sułtanatu Lahidż, największe miasto zachodniej części Protektoratu Adeńskiego.